# Tobias Magirus
Tobias Magirus (* 25. Mai 1586 in Angermünde; † 6. Januar 1652 in Frankfurt (Oder)) war ein deutscher Polyhistor.

## Leben
Magirus besuchte die Schulen von Stendal, Königsberg in der Neumark und Frankfurt an der Oder. 1606 ging er an die Universität Frankfurt, an der er 1608 den Magistergrad erlangte. Er wurde 1610 Lehrer am Gymnasium Joachimsthal sowie Konrektor der Schule, bevor er 1615 einem Ruf als Professor der Logik zurück an die Frankfurter Universität folgte. 1625 wechselte er auf die Professur der Physik an der Hochschule. In diesem Amt verblieb er bis zu seinem Tod.
Der Mediziner und Mathematiker Johannes Magirus war sein Sohn.

## Werke (Auswahl)
- Iudicium Sine Praeiudicio De Divinationibus Ac Praedictionibus Tum Antiquis, Tum Nostri Potissimum…. Hartmann, Frankfurt am Main 1622.
- Polymnemon seu florilegium locorum communium ordinatum. 1629.
- Eponymologium criticum, h. e. cognomentorum atque descriptionum variarum libellus. Frankfurt am Main 1644.